# نبرد ویسمبورگ (۱۸۷۰)
نبرد ویسمبورگ یا نبرد وایسنبرگ اولین نبرد طی جنگ فرانسه و پروس بود که میان سه سپاه آلمانی و گروهی از سربازان امپراتوری فرانسه در تاریخ ۴ اوت ۱۸۷۰ میلادی رخ داد. مدافعان فرانسوی که غافلگیر شده بودند، با پریشانی و از هم گسیختگی کامل مواجه شده و سرانجام مغلوب آلمانی‌ها گردیدند. این نبرد به ارتش پروس اجازه داد تا به عمق خطوط فرانسوی‌ها راه یابد و بتواند قوای ژنرال پاتریس دو مک ماهون را در ۶ اوت شکست دهد.